# Archiprezbiterat Cazorla
Archiprezbiterat Cazorla – jeden z 15 archiprezbiteratów diecezji Jaén w Hiszpanii. 
Według stanu na lipiec 2016 w jego skład wchodziło 16 parafii. 

## Lista parafii
Źródło:
| Lp. | Miejscowość         | Parafia                                                 | Grafika | Kościół                                                             |
| --- | ------------------- | ------------------------------------------------------- | ------- | ------------------------------------------------------------------- |
| 1   | Burunchel           | Parafia Ducha Świętego                                  |         | Kościół Ducha Świętego w Burunchel                                  |
| 2   | Cazorla             | Parafia Najświętszej Maryi Panny                        |         | Kościół Najświętszej Maryi Panny w Cazorla                          |
| 3   | Cotorríos-Bujaraiza | Parafia św. Michała                                     |         | Kościół św. Michała w Cotorríos-Bujaraiza                           |
| 4   | Chilluevar          | Parafia Najświętszej Maryi Panny z La Paz               |         | Kościół Najświętszej Maryi Panny z La Paz w Chilluevar              |
| 5   | El Fontanar         | Parafia Świętej Rodziny                                 |         | Kościół Świętej Rodziny w El Fontanar                               |
| 6   | El Molar            | Parafia Matki Bożej Dobrej Rady                         |         | Kościół Matki Bożej Dobrej Rady w El Molar                          |
| 7   | Hinojares           | Parafia św. Marka                                       |         | Kościół św. Marka w Hinojares                                       |
| 8   | Huesa               | Parafia Najświętszej Maryi Panny z Cabeza               |         | Kościół Najświętszej Maryi Panny z Cabeza w Huesa                   |
| 9   | La Caleruela        | Parafia Najświętszej Maryi Panny Matki Kościoła         |         | Kościół Najświętszej Maryi Panny Matki Kościoła w La Caleruela      |
| 10  | La Iruela           | Parafia Niepokalanego Poczęcia Najświętszej Maryi Panny |         | Kościół Niepokalanego Poczęcia Najświętszej Maryi Panny w La Iruela |
| 11  | Peal de Becerro     | Parafia Wcielenia Jezusa Chrystusa                      |         | Kościół Wcielenia Jezusa Chrystusa w Peal de Becerro                |
| 12  | Pozo Alcón          | Parafia Wcielenia Jezusa Chrystusa                      |         | Kościół Wcielenia Jezusa Chrystusa w Pozo Alcón                     |
| 13  | Quesada             | Parafia Świętych Apostołów Piotra i Pawła               |         | Kościół Świętych Apostołów Piotra i Pawła w Quesada                 |
| 14  | Santo Tomé          | Parafia św. Tomasza Apostoła                            |         | Kościół św. Tomasza Apostoła w Santo Tomé                           |
| 15  | Solana de Torralba  | Parafia św. Jana Bautisty                               |         | Kościół św. Jana Bautisty w Solana de Torralba                      |
| 16  | Tíscar-Don Pedro    | Parafia Najświętszej Maryi Panny z Tíscar               |         | Kościół Najświętszej Maryi Panny z Tíscar w Tíscar-Don Pedro        |